# Corti di Danger Force
I corti di Danger Force sono stati trasmessi sul canale statunitense Nickelodeon dall'8 agosto 2020 al 5 settembre 2020, completi di 5 episodi.
|   | Codice Prod. | Titolo originale             | Titolo in italiano | Prima TV originale | Prima TV Italia |
| - | ------------ | ---------------------------- | ------------------ | ------------------ | --------------- |
| 1 | 001          | Secrets Revealed!            |                    | 8 agosto 2020      |                 |
| 2 | 002          | Danger Force Troll Smackdown |                    | 15 agosto 2020     |                 |
| 3 | 003          | Leaked Video Pt. 1           |                    | 22 agosto 2020     |                 |
| 4 | 004          | Leaked Video Pt. 2           |                    | 29 agosto 2020     |                 |
| 5 | 005          | Prank War                    |                    | 5 settembre 2020   |                 |